# Fort de la Montagne
Le fort de la Montagne (aussi appelé fort des Messieurs ou encore fort Belmont) est une ancienne place fortifiée située sur la rue Sherbrooke à Montréal, au Québec. Les vestiges de ce domaine, construit vers 1685, sont parmi les plus anciennes structures de l'île de Montréal.

## Historique
La mission d'évangélisation, destinée à convertir et franciser les amérindiens, fut établie dès 1675 au pied de la Montagne. François Vachon de Belmont est envoyé en Nouvelle-France vers 1680 par le supérieur de la Compagnie des prêtres de Saint-Sulpice à Paris afin de dissimuler l'affaire des sorciers et des visions survenue à la mission. En 1683, environ 210 amérindiens (Iroquois, Hurons et Algonquins) vivent sur le site. Afin de protéger le domaine des Iroquois, il fait construire vers 1685 le fort de la Montagne, à ses frais. 
En 1696, un incendie majeur se déclare dans le fort et accélère le transfert des habitants vers la mission amérindienne du Sault-au-Récollet (emplacement de l'actuel quartier d'Ahuntsic-Cartierville), où sera construit le fort Lorette. La mission de la Montagne sera définitivement fermée dès 1705: les terres sont alors louées à des paysans, dont certains logeront temporairement dans les fortifications. En 1825, un étage est ajouté à la résidence principale, le château des Messieurs alors qu'on aménage une chapelle dans la tour est. 

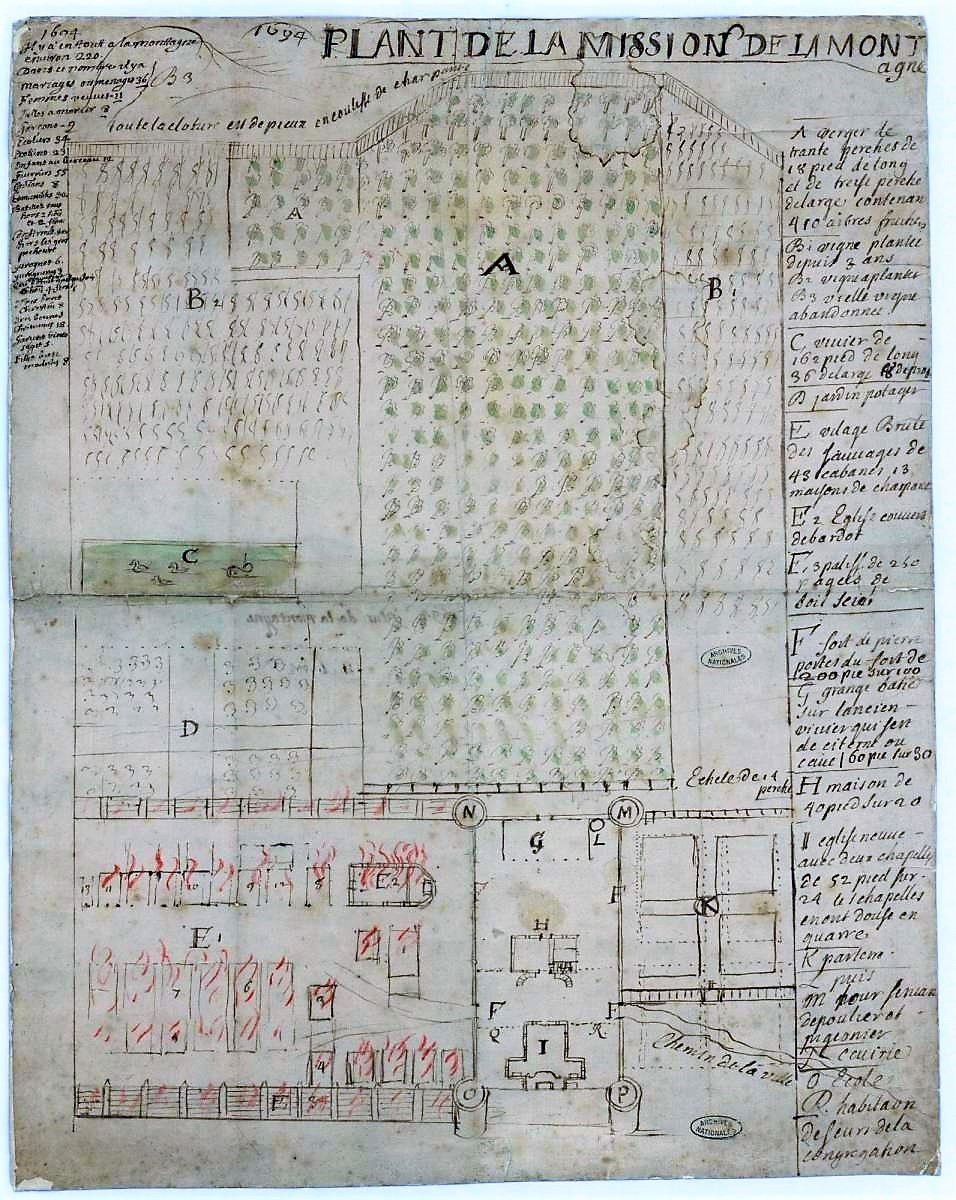
Plan de la Mission, 1694
Évolution du fort entre 1685 et 1854

Le domaine comptait à l'origine (outre les habitations) quatre bastions ainsi qu'une série de remparts et de palissades qui furent tous détruits en 1854 à l'exception des deux tours sud, lors de la construction de l'édifice de l'actuel Grand Séminaire de Montréal. En 1867 est construit l'édifice qui abrite aujourd'hui le Collège de Montréal, adjacent au Grand Séminaire. 
Trois bassins furent successivement construits sur le domaine des sulpiciens: le premier aurait été aménagé avant même la construction des tours, lors de l'établissement de la mission vers 1675. Celui qui est actuellement visible et toujours en fonction est une remise en état par le sulpicien Antoine-Alexis Molin en 1801.
Le fort a été désigné lieu historique national du Canada le  8 juin 1970 sous le nom de « lieu historique national des Tours-des-Sulpiciens / Fort-de-la-Montagne ». Les tours ont été classées monument historique le 20 novembre 1974. En 1982, ses dernières sont incluses dans le site historique classé du domaine des Messieurs de Saint-Sulpice.
De 1984 à 1986, des travaux de restauration sont entrepris sur les deux tours. Depuis 2018, les tours font partie des visites guidées du Grand Séminaire de Montréal chaque été.